# Gastragonum
Gastragonum is een geslacht van kevers uit de familie van de loopkevers (Carabidae). De wetenschappelijke naam van het geslacht is voor het eerst geldig gepubliceerd in 1952 door Darlington.

## Soorten
Het geslacht Gastragonum omvat de volgende soorten:
- Gastragonum caecum Moore, 1977
- Gastragonum frontepunctum Darlington, 1952
- Gastragonum laevisculptum Darlington, 1952
- Gastragonum subrotundum Darlington, 1952
- Gastragonum terrestroides Darlington, 1952
- Gastragonum trechoides Darlington, 1952